# Krvavitev
Krvavitev (tudi hemoragija) je nenadzorovan izliv krvi iz krvnih obtočil.
Ločimo notranjo, kjer kri uhaja iz razpok v žilah znotraj telesa, in zunanjo, pri kateri kri izteka skozi katero od telesnih odprtin ali skozi rano v koži. Hemostaza je zaustavljanje krvavitve ali nadzor nad njo, bodisi po naravni poti (s strjevanjem krvi), bodisi s postopki prve pomoči ali kirurgije. Zdrava oseba lahko brez resnejših posledic prenese izgubo 10–15 % celotnega volumna krvi v telesu; bolj drastično izgubo krvi imenujemo hipovolemija, ta vodi v hipovolemični šok.